# 敬水郡
敬水郡，中国南北朝时设置的郡。
南朝梁大同年间置敬水郡，属东巴州。治所在四川省南江县北巴山南麓。承圣二年（553年）被西魏占领，改属集州，北周沿置，隋文帝开皇三年（583年）废敬水郡，地属巴州。